# The best of (албум Галије из 2009)
The best of — Највећи хитови Галије четврти је компилацијски албум музичке групе Галија. Објављен је 2009. године под окриљем издавачких кућа ПГП РТС и Змекс. За дизајн звука био је задужен Зоран Ч. Стефановић, уредник издања био је Бранимир Локнер, а главни уредник Владимир Граић. Музику за албум радио је Ненад Милосављевић, као и текстове за пет нумера, док је Радоман Кањевац написао текстове за осам песама. На албуму се налази осамнаест песама.